# Bojni brod
Bojni brod je najveći, najotporniji, teško naoružani ratni brod, odnosno ratna plovna jedinica najjačega tipa u ofenzivnom i defenzivnom smislu. Bojni brod je nekoć sačinjavao okosnicu ili jezgru ratnih mornarica. Poslije Drugog svjetskog rata, uloga i upotreba bojnih brodova jenjava pojavom krstarećih raketa i brzih ratnih brodova, te imaju sve manju ulogu u mornaricama velikih sila u 21. stoljeću.

## Razvoj

### Linijski brodovi
Taktičko-strateška, tehnička i pomorska koncepcija ovog tipa ratnih brodova potječe iz doba starih jedrenjačkih flota. Tu se vrsta ovakvih brodova pojavljuje pod imenom linijskih brodova (engl. ship of the line) početkom i sredinom 17. stoljeća. Tadašnji snažni razvitak pomorstva u vezi s eksploatacijom pojedinih velikih i novo-otkrivenih kolonija i vodenih putova donio je ne samo jačanje trgovačkih, nego i stvaranje posebnih snažnih ratnih flota. Dok su se prije ratne flote najznatnijim dijelom sastojale iz pojačanih i preuređenih trgovačkih brodova, počinju se u to doba organizirati i graditi posebne ratne mornarice. Prijašnje su se flote upotrebljavale manje ili više za lokalne sukobe ili pothvate u ograničenim morskim područjima, a sadašnje posebne ratne flote služe za borbu do prevlasti na moru, da bi se što jače omogućila prekomorska ekspanzija i proširile kolonijalne interesne sfere u novim dijelovima svijeta. Zato je apsolutno potrebno, da se pojača udarna snaga pojedinih brodova i stvore posebne vrste i tipovi podesni za borbu na pučini i na oceanima. Novovjekovni izumi i napredak u naoružanju i brodogradnji omogućili su uspješno postavljanje jačeg i bolje raspoređenog topništva, negoli je to bio slučaj na starim galerama, galijunima i galeasama. Umjesto na pramcu i na krmi, postavljaju se, počevši od prve polovine 17. stoljeća, topovi na brodskim bokovima, u dvostrukim i trostrukim redovima u palubnim katovima. U vezi s tim napušta se dosadanja frontalna taktika borbe i napada i prelazi se na linearnu taktiku. Flote se susreću, jedre manje ili više usporedo i bore se u linearnim formacijama iskorišćujući na taj način svoje najdjelotvornije topništvo. Brodovi, koji mogu da se uspješno bore i brane u ovakvim bojnim linijama moraju biti osobito dobro i solidno građeni i naoružani i moraju imati što bolja nautička i manevarska svojstva. Takvi brodovi tvore otada posebne razrede i nazivaju se linijskim za razliku od slabijih fregata i korveta, koje su opet predviđene za druge zadatke i svrhe.
Kao prvi takav linijski brod i preteča današnjih bojnih brodova može se označiti (osim drugih sličnih) engleski ratni brod The Sovereign of the seas, koji je bio sagrađen i porinut 1637. godine. Taj brod može najbolje poslužiti kao tip, po kojemu su se više od dva stoljeća gradili daljni i poboljšani tipovi vrste linijskih brodova ratnih flota svih pomorskih naroda. Njegov deplasman je iznosio oko 1680 tona, dužina mu je bila 167 stopa, širina 48, a gaz 19 stopa. Naoružanje se sastojalo iz 100 topova raspoređenih u tri baterijske palube, samo jedan mali dio topova bio je na pramcu odnosno na krmi, posada je iznosila 600 momaka.
I Španjolci, a naročito Francuzi gradili su u to doba mnoge druge, znatno bolje jedinice ovog tipa, s jačim deplasmanom (do 5000 t), većim dimenzijama i naoružanjem. Tako je npr. španjolski linijski brod Santissima Trinidad imao oko 140 topova. Opće je poznat i engleski admiralski brod Victory«, na kojem je poginuo Nelson u bitki kod Trafalgara i koji je izdržao izvanredno velik broj borbi i okršaja. Taj se linijski brod još i danas brižljivo čuva u jednome suhom doku u Portsmouthu.
Linijski brodovi bili su, u pogledu svogih jedara, svi penokrižnjaci s tri jarbola, sošnim jedrima i prečkama. Kao konstrukcijski materijal služilo je isključivo drvo, koje je kasnije pojačano pojedinim željeznim dijelovima. Glavna artilerija bili su glatki kratki topovi s punim zrnima.
U ovom obliku održao se linijski brod s vrlo malim preinakama sve do Krimskoga rata, u kojem su se 1855. borili posljednji drveni linijski brodovi na jedra. Parni stroj, naročito onaj na brodski pogon kotačima, nije dugo mogao prodrijeti i biti ugrađen na linijske brodove, iako je ubrzo bio primijenjen na ratnim plovnim jedinicama manjega tipa. Razlog je tome bila velika osjetljivost kotača, koji su bili u borbi vrlo izloženi i koji osim toga nisu omogućivali tradicionalni i prokušani smještaj glavne artilerije u baterijama duž obaju brodskih bokova. Zato je i na linijskim brodovima pogon na paru, uz onaj na jedra, bio uveden tek s parnim strojevima na vijak. Posljednji linijski brodovi s isključivim pogonom na jedra građeni su još sredinom 19. stoljeća. Njihove glavne karakteristike bile su ove: deplasman oko 5.500 t, dužina 64 m, širina 17 m, gaz oko 8 m, naoružanje se sastojalo od oko 100 topova, 16 haubica, 16 karonada, posada je brojila 1300 momaka, a jedra su imala površinu od 3500 m2.
Uvođenje brodskoga parnog stroja na vijak omogućilo je kombinirani pogon linijskih brodova, tj. na jedra i na paru, i u prvo vrijeme je stroj poglavito služio za ulaženje broda u luku i njegovo izlaženje, kao i kretanje kod potpune tišine. Taj se kombinirani pogon još dugo održao pa čak i onda, kada je tradicionalni starinski oblik bojnog broda s baterijama u palubnim katovima bio već davno napušten. Primjer ovakvog tipa linijskog broda s kombiniranim pogonom bio je austrijski Kaiser, koji se sa svojom posadom, sastavljenom najvećim dijelom od hrvatskih mornara, uspješno borio u bitci kod Visa. Inače se u stručnome svijetu kao posljednji veliki linijski brod s kombiniranim pogonom označuje francuski ratni brod Napoleon, iz sredine 19. stoljeća.

### Brodovi sa željeznim oklopom
Znatnu izmjenu konstrukcije i oblika linijskoga broda i njegova dosadašnjeg imena uzrokovao je početak borbe između zrna i oklopa. Umjesto prijašnjih glatkih topovskih cijevi počele su se konstruirati izolučene, a umjesto punih zrna eksplozivna taneta, koja su imala znatno veću prodornu snagu i mogla su jače oštećivati brodske stijene. Isto tako se povećao djelotvorni domet topova, a zbog toga se borba vodila iz veće udaljenosti. Sve je to tražilo jače, po mogućnosti željezne konstrukcije brodova kao i oklop. U početku se pomagalo različnim improvizacijama. Tako je u bitci kod Visa spomenuti Kaiser svoju drvenu oplatu pojačao oblogom od sidrenih lanaca. No prijašnja iskustva (iz Krimskoga rata i napose ona iz bitke kod Sinope, u kojoj su Rusi potpuno uništili drvene turske linijske brodove), tražila su i dovela do vrlo znatnih promjena u konstrukciji brodova kao i u sistematskom smještaju oklopa. Linijski brod dobiva polagano naziv oklopnjača (tal. corazzata, franc. cuirasse, njem. Panzerschiff), iako se pod tim imenom u prvo vrijeme razumijevaju i manji oklopljeni brodovi, kao npr. oklopljene fregate. Prve oklopnjače građene su sredinom 19. stoljeća, a bile su izrađene iz drveta, a oklop iz teških željeznih ploča pričvršćenih vijcima na drvenu oplatu, i to duž oba boka i na visini baterija. Ipak je drvena konstrukcija morala biti ubrzo napuštena, jer su novi pogon na paru, suvremeno toopništvo i sve veća upotreba oklopa tražile ne samo jaču konstrukciju, nego i druge brodske forme. 
 Tako se u bitci kod Visa, pokraj staroga Kaisera, bore potpuno novi tipovi bojnih brodova (uz drvene oklopnjače i željezne), među kojima se naročito ističe poznati Affondatore koji međutim nije postigao osobit uspjeh. Taj je bojni brod bio od željeza, kao glavno naoružanje imao je dva topa od 254 mm, a oklop je poput pojasa sezao duž cijeloga broda nad vodenom linijom i pod njom. Engleski Warrior iz 1860. bio je također od željeza, ali je još imao jedra, pokraj vrlo snažnog parnog stroja, koji je brodu davao brzinu od 14,5 čvorova kod deplasman od 9200 t. Za razliku od Affondatorea, Warrior je imao oklop samo duž svoje baterije, i to iz kovanog željeza u pločama veličine od oko 115 mm.
Warrior, kao i velika većina brodova iz tog razdoblja imali su svoje glavno naoružanje smješteno u baterijama na pramcu i na krmi, gdje su se nalazili samo manji topovi. Baterije su kod nekih novijih tipova bile podijeljene u oklopljene kazemate, koje su doduše pružale dovoljnu zaštitu, ali su dosta smanjivale sektore gađanja. Počinjale su se uvoditi oklopljene palube, redute, neka vrsta citadela kao i primitivne forme sustava ćelija, koje ne propuštaju vodu. Što se tiče kazemata i baterija, već je rečeno, da su znatno smanjivale sektore gađanja, pa kako je sama zaštita bila inače dovoljna, išlo se za tim, da se pronađe bolji smještaj topova, po mogućnosti u oklopljenim i pokretnim kulama, koje bi dopuštale gađanje preko oba brodska boka, i to u vrlo znatnim sektorima. Ovo je postajalo mogućim, nakon što se je konačno napustilo pogon na jedra te kombinirani pogon na paru i jedra, koji je inače davao loše rezultate u pogledu stabiliteta i doveo čak do katastrofa. Napuštanjem pogona na jedra paluba je postala gotovo potpuno slobodna, a brodovi znatno stabilniji, te je uklonjena svaka smetnja za novi način smještaja glavnih topova.
Ovakav novi smještaj topova, u pokretnim i oklopljenim tornjevima i kulama, prvi put je ostvario švedski inženjer Ericson na američkom brodu USS Monitor za vrijeme Američkog građanskog rata. Poznati dvoboj između Virginije i Monitora pokazao je prednosti novoga sustava, kako u smještaju topova, tako i u konstrukciji oklopa. Prijelaz na novi sustav bio je očit, ali ipak dosta spor. Monitor je bio manji brod od jedva 1200 t, građen poglavito za borbu na rijeka (vodotok)rijekama; njegov stabilitet je bio malen, djelatni radius i smještajne prilike vrlo skromne. Ratnim flotama su trebali brodovi znatno veće tonaže, s brojnijom artilerijom i drugim jačim svojstvima. Bitka kod Visa pokazala je i osobitu djelotvornost napada pramcem, pa je sve to bilo razlogom, da se još dugo održao kazematni bojni brod s teškim kratkim topovima i odličnim manevarskim svojstvima, koja su omogućavala brze okrete i upotrebu pramčanoga kljuna. Ostatke ovakvih tipova nalazimo još i danas u formi dobro očuvanih hulkova. Ipak, već u 70-tim godinama 19. stoljeća prelaze sve važnije ratne mornarice na oklopnjače s novim sistemom, to jest sa smještajem glavne artilerije u tornjevima. Francuski Ocean iz 1868. predstavlja još jedan polutip s miješanim smještajem glavne artilerije u tornjevima i bateriji, dok su engleski Devastation iz 1869. i još više talijanski Duilio, kao i austrijski Kronprinz Rudolf (1887.) izraziti predstavnici novoga sustava.
Ovi brodovi imaju uglavnom dva tornja s po dva ili tri topa od 305 do 450 mm, deplacement od 6 do 10.000 t, strojeve od preko 6.000 KS i brzine do 16 čvorova. Srednja artilerija od 120 do 150 mm raspoređena je u baterijama i u neke vrste reduitama. Poglavito je oklopljena sredina broda i kule, i to novim compound oklopom iz kovanog željeza i čelika. Topovske kule odnosno tornjevi imaju hidraulički pogon, znatno se bolje okreću, a isto tako se poboljšala i brzina vatre. Pojava novog neprijatelja bojnog broda — torpeda i torpiljarke — pridonijela je pojačanju lake i srednje artilerije. Lako protutorpedno brzometno naoružanje postavlja se na palubu otvoreno i sa što većim sektorom djelotvornosti. Znatno je poboljšana i podvodna zaštita, i to oklopom i još više usavršenjem sustava nepropusnih pregrada i ćelija. Za obranu od noćnih napada torpiljarki, bojni brodovi imali su jake reflektore koji su radili u tijesnoj vezi s brojnim brzometnim lakim i automatskim topovima. Osim toga, oklopnjače su imale i zasebne protutorpedne mreže, koje su se spuštale na sidrištu, te se i na taj način pokušale osigurati od torpednih napada.

### Preddreadnoughtska era
Prve godine 20. stoljeća nazivaju se još i preddreadnoughtska era, koju karakterizira golem napredak brodskog topništva, za kojom zaostaje sve drugo pomorsko oružje. Velike oklopnjače ovog razdoblja nazivaju se od tada gotovo isključivo bojnim brodovima (engl. battle ships, tal. navi di battaglia, njem. Schlachtschiff) te imaju ove karakteristike: deplasman od 12—16.000 t, četiri teška topa od 340 do 305 mm, 10 do 12 topova srednjeg kalibra i 15 do
20 lakih brzometnih topova i mitraljeza. Brzine se kreću : od 18 do 20 čvorova. Oklop je od najotpornijega niklova čelika, i to u pojasu 250 do 300 mm, na palubama 50 do 70 mm, na kulama teških topova do 300 mm, na zapovjednim tornjevima i stanicama do 305 mm. Napredak je osobito velik kod topništva, i to najviše kod teških, automatskih i brzometnih topova. Povećani domet topova, brzina vatre, naročite metode gađanja i upravljanja vatre s optičkim i električkim uređajima obećavaju teškim topovima premoć, kao i brzo i odlučno svladavanje slabije naoružana pa eventualno i bržega protivnika. Rađa se i ubrzo prevladava doktrina all big gun (sve je teški top). Pored njega treba samo još što jače protutorpedno naoružanje i većim brojem lakih i automatskih topova.

### Dreadnoughtska era
1906. godine porinut je revolucionarni HMS Dreadnought, koji je postavio nove kriterije za gradnju bojnih brodova, a uzrokovao da postojeći bojni brodovi budu zastarjeli. Kombinirajući 'all-big-gun' naoružanje od deset 305-milimetarskih topova s brzinom i zaštitom, potaknuo je i druge mornarice da prilagode svoje programe gradnje brodova novim izazovima. Glavne osobine dreadnought tipa su:  18.000 t, 10 topova od 305 mm i 24 laka topa od 76 mm, 24.700 KS, brzina od 18 čvorova, oklop je bio uglavnom istih dimenzija, kako je gore spomenuto. Za dreadnoughtima su slijedili još veći i jači brodovi super-tipa (super-dreadnought), u eri kojih je započeo 1. svjetski rat.

### Prvi svjetski rat
U pojedinim susretima, napose u bitki kod Jyllanda, pokazalo se da su mnogi od bojnih brodova bili doduše odlično naoružani, imali su i dovoljnu brzinu, ali da se suviše malo marilo za njihovu defenzivnu moć, naročito u pogledu čvstoće brodskog tijela i podvodne zaštite. Ovo se odnosilo na obranu od prodiranja zrna i njegove razorne moći. Unuutrašnjost broda kao i na zaštitu od torpednih pogodaka. Ovi posljednji bili su često još znatno opasniji, jer je punjenje torpeda znatno poraslo, i učinak je podvodnih eksplozija bio znatno jači od učinka nadvodnih. Torpiljarke i razarači bili su znatno manje opasni, jer je za obranu i odbijanje njihovih torpednih napada često bila potpuno dovoljno brojno lako topništvo. Znatno opasniji protivnik bojnog broda bila je podmornica. Mora se priznati, da su se vojno-pomorski krugovi i tehničari premalo obazirali na toga novog neprijatelja. Ipak u tijeku cijeloga svjetskoga rata podmornica nije nikada ozbiljno ugrozila prevlast velikoga modernoga bojnog broda, i on je zadržao svoju punu moć na pučini, no svakako uz potrebne taktičke i tehničke mjere. Stariji bojni brodovi iz tzv. preddreadnoughtske ere zaista nisu mogli izdržati uspješne torpedne napade, i jedan do dva torpeda lansirana bilo iz podmornice bilo iz torpiljarke mogli su ih potopiti ili potpuno onesposobiti za borbu. Dreadnoughti i super-dreadnoughti izdržali su mnogo više, i nijedan od takvih brodova nije potopljen za vrijeme spomenutog rata, no ipak je zbog torpednih pogodaka njihova ubojna moć bila smanjena, brzina reducirana itd. Imajući sve to u vidu (tj. jak učinak zrna i torpeda), izvršene su mnoge konstruktivne preinake brodskih tijela, pojačan oklop i podvodna zaštita osobitim vanjskim valjkastim tankovima (bulges), uvedene su sprave za osluškivanje i lociranje podmornica, paravani za obranu od mina itd. Osim toga su bojni brodovi polazili na veće i dalje akcije samo uz pratnju većega broja sitnih jedinica. Dalji protivnici bojnog broda bili su pod kraj ovog rata i mali brzi torpedni čamci, koji su znatno podesniji za napade (kod mirnog vremena i u obalskim vodama) negoli velike torpiljarke i razarači. Poznato je, da je jedan takav čamac potopio austrougarski bojni brod Szent Istvan 1918. u blizini Premude.
Napadi iz zraka bombama ili torpedima poduzimali su se u oba svjetska rata, ali su vrlo rijetko mogli potpuno onesposobiti brodove ovog tipa. (Napad na Taranto 1940. godine).

### Međuratno razdoblje
U prvim godinama nakon Prvog svjetskoga rata nastao je zastoj u gradnji bojnih brodova. S mnogih se strana nastojala smanjiti njihova važnost ističući sve neprijatelje kao onoga novoga i najmoćnijeg — zrakoplovstvo. Isto tako su nastojali pojedinim ugovorima bar smanjiti njihovu tonažu i ograničiti njihov broj i tako reducirati troškove. Sve ovo uspjelo je samo djelomično i na kratko vrijeme. Svi ti ugovori bili su jedan za drugim otkazani i ponovo je započelo građenje novih bojnih brodova, većih i jačih i sposobnih za odolijevanje svim dosadanjim protivnicima, pa i zrakoplovstvu. Da bi se što bolje zaustavili napadi iz zraka, znatno je pojačana protuzračna obrana ne samo topovima, nego i kompliciranim uređajima za upravljanje vatre, aparatima za osluškivanje i reflektorima za osvjetljivanje neba. Preuređene su i pojačane oklopne palube, kojih ima sada dvije do tri. Znatno je povećana i tonaža, pa se ona sada penje do preko 40.000 t deplasmana. Nastojala su se i pored velikih dimenzija što bolje zadržati dobra manevarska svojstva, kako bi brodovi i manevrom mogli izbjeći bombama i torpedima. Brzine su vrlo znatne i iznose oko 30 čvorova, a djelatni radijusi više tisuća morskih milja. Glavno naoružanje ovakvih gorostasnih bojnih brodova sastoji se iz 10 do 12 topova od 406 mm i brojnih protutorpednih i protuzračnih topova srednjega i lakog kalibra, kao i automatskih topova i mitraljeza. Palubni oklopi novih sistema iznose preko 200 mm, a u vodenoj liniji oko 400 mm, glavni topovi nalaze se po tri do četiri u kulama zaštićenima oklopom od preko 400 mm debljine. Zahvaljujući svojim divovskim dimenzijama, bojni brodovi su nosili na svojini palubama, u posebnim i oklopljenim hangarima, po nekoliko aviona, koji su služil za neposrednu obranu od zračnih napada, za traženje i odbijanje navala podmornica, za izviđanja, za gađanja na velike udaljenosti, traženje mina itd.

### Drugi svjetski rat
Razmjerno malen broj ovakvih bojnih brodova bio je već uoči Drugog svjetskog rata gotov i stavljen u službu. U ratu su se slobodno kretali na pučini i jedini od svih tipova i vrsta ratnih brodova najbolje su odolijevali svim pogibeljama i napadima s mora, ispod mora i iz zraka. Mogli su sudjelovati u dužim borbama sa svim utvrdama i teškim baterijama.

## Poveznice
- Džepni bojni brod (Njemački brodovi klase Deutschland)

## Vanjske poveznice
- Bojni brod Hrvatska tehnička enciklopedija, portal hrvatske tehničke baštine. LZMK